# Embryo
Embryo – utwór brytyjskiej grupy rockowej Pink Floyd napisany przez Rogera Watersa podczas prac nad albumem Ummagumma. Jest to spokojna ballada akustyczna. Zaśpiewał ją David Gilmour.

## Publikacja
W 1970 r. utwór został umieszczony na płycie nagranej przez różnych artystów – Picnic – A Breath of Fresh Air – samplerze wytwórni Harvest Records.
W 1983 r. został umieszczony na składance piosenek grupy Pink Floyd, Works, która ukazała się tylko w Stanach Zjednoczonych.
Wersje z tych albumów są jednak znacznie skrócone w stosunku do koncertowej wersji.

## Wersja koncertowa
Embryo było stałym fragmentem koncertów Pink Floyd od roku 1969 do 1971. Utwór z ballady akustycznej przemienił się w ostry utwór z gigantycznymi improwizacjami psychodelicznymi. W środkowej części „Embryo” pojawiały się efekty dźwiękowe z Echoes. Piosenka na koncertach osiągała długość nawet dwudziestu ośmiu minut.